# Balladynocallia magna
Balladynocallia magna är en svampart som först beskrevs av Eboh & Cain, och fick sitt nu gällande namn av Sivan. 1981. Balladynocallia magna ingår i släktet Balladynocallia och familjen Parodiopsidaceae.   Inga underarter finns listade i Catalogue of Life.